# Трахин
Трахин (др.-греч. Τραχίς) — древний город в Фессалии, в Трахинии (Τραχινία), принадлежавшей дорийским малийцам, на склоне Эты. Рядом с этим местом археологи обнаружили гробницы микенского периода.
Лакедемоняне, понимая важность этого пункта, служившего как бы ключом Фессалии, на шестом году Пелопонесской войны отправили сюда колонию из 1000 человек, основавшую рядом со старым городом новое поселение — Гераклею (Ἡράκλεια). Новый город, достигший вскоре значительной степени расцвета, находился в приблизительно в трёх километрах от побережья Малийского залива, в семи километрах от Фермопил.
Несмотря на неприступное положение, город имел цитадель. В 390 году до н. э. беотийцы, с помощью аргосцев, завоевали город, отчасти перебили, отчасти изгнали всех лакедемонян и передали город фессалийцам. За год до вторжения галлов Гераклея перешла во власть этолян.
В 193 год до нашей эры она была завоевана будущим консулом Манием Ацилием, разграблена и опустошена, но тем не менее продолжала дальнейшее существование: так, Плиний восхваляет трахинские розы.
Заглавие одной из трагедий Софокла, «Трахинянки» (содержанием которой является этейский миф о Геракле), указывает на то, что ее хор состоит из гражданок Трахина, в котором происходит действие.